# Panta rei
Panta rei (din greacă Πάντα ῥεῖ), în traducere „totul curge”, este o expresie atribuită lui Heraclit. Fraza faimoasă este atestată în greacă la Simplicius din Cilicia (Phys. 1313, 11), iar în latină, sub forma cuncta fluunt („toate curg”), în capitolul al 15-lea din Metamorfozele lui Ovidiu.